# Термопили
 Тази статия е за прохода.  За битката в този проход между гърците и персите 480 пр.н.е. вижте Битка при Термопили.  
Термопили (на старогръцки и катаревуса: Θερμοπύλαι, произнасяно съответно Термопюлай и Термопиле, на новогръцки димотики: Θερμοπύλες, Термопилес, в превод Горещи врати) е името на теснина между Егейско море и планинския масив Калидромо в Гърция на около 200 километра северозападно от Атина. Името си прохода носи от топлите минерални извори, които извират в полите на хълмовете до високите скали.

## География
Термопилите се намират в източно-централната част на Гърция по единственото достатъчно широко трасе, способно да поеме значителното движение между Локрида и Тесалия. Преминаването от север на юг и обратно покрай източния бряг на Балканския полуостров задължава пътника да използва прохода. По̀ на запад пътят е блокиран от трудно проходими планини и Коринтския залив. По тази причина през годините проходът е арена на няколко битки.
В Античността проходът е бил съвсем тясна полоса (около 14 метра в най-тясната си част) между морето и почти отвесните скални откоси (някои историци и изследователи цитират 100 метрова полоса по времето на Битката при Термопилите в 481 г. пр.н.е.) В днешно време наносите на река Сперхей (Сперхиос) са я разширили от 2 до 5 километра Тясната част на пътеката се е преместила на изток, така че битката при Сперхей между българския цар Самуил и византийския пълководец Никифор Уран през 10 век е станала по̀ на север. От друга страна битката при Аламана по време на Гръцката война за независимост през 1821 г. и битката при Гравия се разиграват близо, но не точно на Термопилите.
Днес през прохода минава магистрала, като на източната страна се издига съвременен паметник на Леонид I. На хълма срещу паметника е епитафът издълбан на камък и положен на върха от Симонид от Сеос (Цеус).
Термопилите са част от известната подкова на Малиакос, от името на залива, който обрамчва от запад, или подковата на смъртта, наречена така заради многобройните автомобилни катастрофи по острите си завои. Подковата е най-тясното трасе по шосето между севера и юга на Гърция.

## Битки при Термопилите

### Гръко-персийска война
Термопилите са най-известни с битката, състояла се там на 11 – 13 август през 480 г. пр.н.е. В тази битка приблизително 7000 гръцки войни – в това число прословутите 300 спартанци на Леонид I, задържат за 3 дни многократно превъзхождащи ги по численост персийци (точното съотношение на силите е обект на разгорещени дебати между различни историци). След 2-дневна съпротива на 3-тия ден предател разкрива обходна пътека и превежда отряди да ударят отвсякъде защитниците на прохода. След това сражение Термопилите стават нарицателно за геройско устояване в лицето на непосилни премеждия или многократно по-силен враг.

### Гърци срещу македони
В 353 пр.н.е./352 пр.н.е. по време на Третата свещена война 5000 атински хоплити и 400 конници задържат на Термопилите войските на Филип II Македонски. В този случай до голяма степен за успеха на атинските хоплити е виновен теренът, тъй като стратегията на македонците е да формират фаланга, която с числеността на копията си и дисциплината на напредването си помита всеки неприятел на равно поле, но е далеч по-малко ефективна в пресечена и блатиста местност, каквито са местността пред Термопилите и самият проход.

### Гърци и гали
В 279 пр.н.е. галската армия на Брен (различен от пълководеца ограбил Рим през 387 пр.н.е.) успешно побеждава гръцката армия, предвождана от атинянина Калип.

### Римо-селевкидски войни
Термопилите стават арена на конфликт и през Римо-селевкидските войни, които се разиграват в началото и средата на 2 век пр.н.е. В началото на периода Римската република е в ранен стадий на териториалното си разширение и господство в Европа. Вниманието на римляните е съсредоточено към Източното Средиземноморие и Гърция, където се сблъскват с интересите на Селевкидската държава. През 191 пр.н.е. Антиохий III Велики от Сирия безуспешно се опитва да задържи прохода срещу римляните, водени от Маний Ацилий Глабрий, които ги отблъскват изцяло от Елада.

### Херули срещу гърци
През 267 г. германското племе херули побеждава римските имперски войски, опитвали се да ги възпрат в напредването си на юг. Тази битка е пример за неуспех на бранителите да се възползват от терена и да се предадат на нападателите.

### Гръцка война за независимост
Със същественото разширяване на Термопилите от наносите на Сперхей през годините стратегическото контролиране на прохода става все по-трудно, поради възможността настъпващата армия да се разгърне и обгради защитниците му. През 1820-те години избухването на Гръцката война за независимост отново поставя Термопилите на военната карта. През 1821 г. група гръцки въстаници, водени от Атанасиос Дякос се опитват да възпрат на Термопилите войска от 8000 турци, отправили се на юг от Тесалия, за да потушат въстанието в Пелопонес. Дякос с 48 от другарите му, след геройски усилия при последната им схватка на моста на Аламана, са заловени и убити от турците.

### Втора световна война
През 1941 г. през Втората световна война сили на Австралийско-новозеландския армейски корпус забавят настъпващите в района германски войски достатъчно дълго, за да дадат време за евакуация на британските експедиционни сили към остров Крит. Сражението също носи името Битка при Термопилите — саботажът при моста на река Горгопотамос се споменава през 1942 г. в германски военни архиви като „неотдавнашния саботаж край Термопилите“.